# تتيانا أريفيفا
تتيانا أريفيفا (بالأوكرانية: Ареф'єва Тетяна Сергіївна)‏ مواليد 9 مارس 1991 في كييف، هي لاعبة كرة مضرب أوكرانية بدأت مسيرتها كمحترفة سنة 2005 تلعب باليد اليمنى وتحتل حالياً المرتبة رقم. 264 (7 أكتوبر 2013) في تصنيف رابطة محترفات كرة المضرب. أعلى تصنيف لها في الفردي كان المركز الـ 241 في سنة 2012. أعلى تصنيف لها في الزوجي كان المركز الـ 182 في سنة 2011.

## روابط خارجية
- تتيانا أريفيفا على موقع رابطة محترفات التنس (الإنجليزية)
- تتيانا أريفيفا على موقع الاتحاد الدولي لكرة المضرب (الإنجليزية)
- تتيانا أريفيفا على موقع إي إس بي إن.كوم (الإنجليزية)